# 托里迪夸尔泰索洛
托里迪夸尔泰索洛（義大利語：Torri di Quartesolo），是意大利威尼托大区维琴察省的一个市镇。总面积18平方公里，人口11827人，人口密度657.1人/平方公里（2009年）。国家统计（ISTAT）代码为024108。